# Westfalen (provincie)
Westfalen was een provincie van Pruisen die bestond van 1815 tot 1946.

## Geschiedenis
De provincie ontstond na het Congres van Wenen in 1815. Pruisen kreeg daar de gebieden terug die het verloren had in de Vrede van Tilsit van 1807. Na 1807 hadden de betrokken gebieden deel uitgemaakt van het keizerrijk Frankrijk, het koninkrijk Westfalen en het groothertogdom Berg. Daarnaast was er een aantal gebieden dat voor het eerst onder het gezag van Pruisen kwam. Sommige van die gebieden kregen de status van gemediatiseerd. Het betrof: Arenberg, Bentheim-Steinfurt, Bentheim-Tecklenburg-Rheda, Croy (graafschap Dülmen), Kaunitz-Rietberg, Looz-Corswarem (vorstendom Rheina-Wolbeck), Salm-Salm, Salm-Kyrburg, Salm-Horstmar, Sayn-Wittgenstein-Berleburg en Sayn-Wittgenstein-Hohenstein.
Op 1 augustus 1816 begon de provincie te functioneren na het opheffen van het civiele bestuur tussen Rijn en Wezer. Op dat moment behoorden het Siegerland, de Freier Grund en de Hickengrund nog niet tot de provincie. Deze gebieden waren in 1815 door Pruisen verworven door verdragen met de koning der Nederlanden en de hertog van Nassau. Pas nadat in 1817 het hertogdom Westfalen en de beide graafschappen Wittgenstein door het groothertogdom Hessen-Darmstadt waren overgedragen bereikte de provincie op 1 juni 1817 zijn definitieve omvang. Afgezien van enige kleine veranderingen (in 1850 toevoeging van het aandeel van Lippe in Lippstadt en in 1929 de overdracht van Osterfeld aan de Rijnprovincie) is de samenstelling van de provincie tot 1946 zo gebleven.
De historische samenstelling van de provincie is vermeld in onderstaande tabel.
Na de Tweede Wereldoorlog werd Westfalen in 1949 door de Britse bezetter met de noordelijke drie Regierungsbezirke van de Pruisische Rijnprovincie samengevoegd tot de deelstaat Noordrijn-Westfalen, waarmee in 1947 ook de vrijstaat Lippe werd verenigd.

## Staten van het Heilige Roomse Rijk die opgenomen werden in de provincie
| naam                               | opmerking                                |
| ---------------------------------- | ---------------------------------------- |
| heerlijkheid Anholt                | huis Salm                                |
| prinsbisdom Corvey                 |                                          |
| rijksstad Dortmund                 |                                          |
| heerlijkheid Gemen                 | sinds 1801 bezit van Boineburg-Bömelberg |
| Huckarde                           | in bezit Sticht Essen                    |
| graafschap Limburg (Lenne)         | huis Bentheim                            |
| graafschap Lingen                  | het bovengraafschap, 1702 aan Pruisen    |
| graafschap Mark                    | 1614, 1666 aan Pruisen                   |
| vorstendom Minden                  | 1648 aan Pruisen                         |
| prinsbisdom Münster                | zuidelijke deel (Oversticht)             |
| prinsbisdom Paderborn              | 1803 aan Pruisen                         |
| graafschap Ravensberg              | 1614, 1666 aan Pruisen                   |
| ambt Reckeberg                     | deel van prinsbisdom Osnabrück           |
| vest Recklinghausen                | deel van keurvorstendom Keulen           |
| heerlijkheid Rheda                 | huis Bentheim                            |
| graafschap Rietberg                | huis Kaunitz                             |
| vorstendom Siegen                  | in bezit van Nassau-Dillenburg           |
| graafschap Steinfurt               | huis Bentheim                            |
| graafschap Tecklenburg             | 1707 aan Pruisen                         |
| hertogdom Westfalen                | in bezit van keurvorstendom Keulen       |
| graafschap Wittgenstein-Berleburg  |                                          |
| graafschap Wittgenstein-Hohenstein |                                          |

Historische atlas: https://web.archive.org/web/20121112200530/http://www.lwl.org/westfaelische-geschichte/kar-zoom/1750-l.html

## Bestuurlijke indeling

### Regierungsbezirk Arnsberg
Stadsdistricten (Stadtkreise)
1. Bochum (sinds 1876)
2. Castrop-Rauxel (1928-1975; nu in het district Recklinghausen)
3. Dortmund (sinds 1875)
4. Hagen (sinds 1887)
5. Hamm (sinds 1901)
6. Herne (sinds 1906)
7. Hörde (in 1911-1928; nu stadsdeel van Dortmund)
8. Iserlohn (in 1907-1975; nu in de Märkischer Kreis)
9. Lüdenscheid (in 1907-1969; daarna district Lüdenscheid)
10. Lünen (in 1928-1975; nu in het district Unna)
11. Siegen (in 1923-1975; daarna district Siegen)
12. Wanne-Eickel (in 1926-1975; nu stadsdeel van Herne)
13. Wattenscheid (in 1926-1975, nu stadsdeel van Bochum)
14. Witten (tot 1975; nu in de Ennepe-Ruhr-Kreis)

Districten (Landkreise)
1. Altena
2. Arnsberg
3. Bochum (in 1929 opgeheven; alle gemeenten werden stadsdelen van Bochum)
4. Brilon
5. Dortmund (in 1929 opgeheven; bijna alle gemeenten werden stadsdelen van Dortmund)
6. Ennepe-Ruhr(in 1929 uit de districten Hagen, Hattingen en Schwelm samengesteld)
7. Hagen (in 1929 opgeheven; daarna bij de stad Hagen en Ennepe-Ruhr-Kreis)
8. Hattingen (in 1929 opgeheven; daarna bij de stad Bochum en bij Ennepe-Ruhr-Kreis)
9. Hörde (in 1929 opgeheven; daarna bij de stad Dortmund en Iserlohn)
10. Iserlohn
11. Lippstadt
12. Lüdenscheid
13. Meschede
14. Olpe
15. Schwelm (in 1929 opgeheven; daarna bij Ennepe-Ruhr en de stad Wuppertal)
16. Siegen
17. Soest
18. Unna (tot 1930 als district Hamm)
19. Wittgenstein

### Regierungsbezirk Minden
Stadsdistricten (Stadtkreise)
1. Bielefeld
2. Herford (in 1911-1968; daarna bij district Herford)
3. Minden (1816-1817; daarna bij district Minden)

Districten (Landkreise)
1. Bielefeld
2. Büren
3. Halle
4. Herford
5. Höxte
6. Lübbeck
7. Minden
8. Paderborn
9. Warburg
10. Wiedenbrück

### Regierungsbezirk Münster
Stadsdistricten (Stadtkreise)
1. Bocholt (in 1923-1975; nu in het district Borken)
2. Bottrop (seit 1921)
3. Buer (in 1921-1928; nu stadsdeel van Gelsenkirchen)
4. Gelsenkirchen
5. Gladbeck (in 1921-1975; daarna stadsdeel van Bottrop, sinds 1976 weer zelfstandige stad)
6. Münster
7. Recklinghausen (in 1901-1975; nu in het district Recklinghausen)

Districten (Landkreise)
1. Ahaus
2. Beckum
3. Borken
4. Coesfeld
5. Lüdinghausen
6. Münster
7. Recklinghausen
8. Steinfurt
9. Tecklenburg
10. Warendorf

## Eerste presidentenOberpräsidenten
- 1815-1844: Ludwig von Vincke
- 1845-1846: Justus Wilhelm Eduard von Schaper
- 1846-1850: Eduard Heinrich von Flottwell
- 1850-1871: Franz Gerhard Xaver von Duesberg
- 1871-1882: Friedrich von Kühlwetter
- 1883-1889: Robert Eduard von Hagemeister
- 1889-1899: Heinrich Konrad Studt
- 1899-1911: Gustav von der Recke von der Horst
- 1911-1919: Karl zu Ratibor und Corvey zu Hohenlohe-Schillingsfürst
- 1919-1922: Bernhard Wuermeling
- 1922-1933: Johannes Gronowski
- 1933-1938: Ferdinand von Lüninck
- 1938-1945: Alfred Meyer